# 布羅多克
50°51′18″N 33°50′57″E / 50.85500°N 33.84917°E
布羅多克（羅馬化：Brodok）是位於烏克蘭北部的村莊，由蘇梅州羅姆內區的內德里海利夫市鎮負責管轄。該村處於蘇拉河右岸，距離扎蘇利亞和康斯坦丁尼夫1.5公里，海拔高度127米，2001年人口117。